# 丹治純
丹治 純（たんじ じゅん、2006年6月5日 - ）は、福島県福島市出身で、荒汐部屋所属の現役大相撲力士。本名同じ。身長183.5cm、体重120.9kg。最高位は東幕下18枚目（2024年9月場所）。
同部屋に所属していた大賀孝治は実兄。

## 来歴
ロシア出身で新体操選手だった母ナタリアの影響で幼少から新体操に取り組んだが、福島市立杉妻小学校3年生の時相撲を始めた。指導した大波政志(元幕下・若信夫)は丹治の素質に驚き、将来は横綱も狙える逸材と太鼓判を押した。福島市立福島第一中学校在学中の2021年に東北中学校陸上競技大会の個人戦を制した他、全国中学校相撲選手権大会で16強入りするなどの成績を残した。
2022年3月場所に初土俵を踏んだ。同期には風賢央がいる。初めて番付に名前の載った5月場所は6勝1敗となり、4人が出場した優勝決定戦（トーナメント方式）で風賢央に敗れた。2023年5月場所では東三段目11枚目で勝ち越し、場所後に幕下昇進を果たした。17歳0ヶ月での幕下昇進は義務教育修了以前の入門が不可になった1972年以降では9位タイの年少記録となる。
初めて幕下に上がった2023年7月場所では2番相撲で幕内経験者の北磻磨に勝利し幕下初勝利を飾った。

## 取り口
右を差し、左で前みつを引き、相手の胸に頭をつける取り口を磨いている。

## 人物
師匠の8代荒汐は「一つ言えば二つ理解できる子。（元横綱の）大鵬関に似ている」と評価している。
NFLのアジアクリニックツアーで来日したC・J・ストラウドとマイカ・パーソンズが荒汐部屋の稽古見学に訪れた際、丹治がパーソンズに胸を出した映像が出回り、話題となった。SNSでは日本の相撲ファン、NFLファンは勿論、海外のアカウントでは丹治を17歳の力士と紹介し、閲覧回数1800万、2万いいねを記録するなど大きな反響を呼んだ。
大手スポーツメディアBleacher ReportのInstagramでも取り上げられ、81万いいねを記録する大きな反響を残した。

## 主な成績
2025年7月場所終了現在

### 通算成績
- 通算成績：82勝56敗2休（21場所）

### 場所別成績
| | 一月場所 初場所（東京） | 三月場所 春場所（大阪） | 五月場所 夏場所（東京） | 七月場所 名古屋場所（愛知） | 九月場所 秋場所（東京） | 十一月場所 九州場所（福岡） |
| --- | ----------------------- | ----------------------- | ----------------------- | --------------------------- | ----------------------- | --------------------------- |
| 2022年 （令和4年） | x                       | （前相撲）              | 東序ノ口14枚目 6–1      | 東序二段43枚目 6–1          | 東三段目68枚目 5–2      | 東三段目32枚目 4–3          |
| 2023年 （令和5年） | 東三段目18枚目 3–4      | 東三段目36枚目 5–2      | 東三段目11枚目 5–2      | 西幕下50枚目 3–4            | 東三段目5枚目 6–1       | 西幕下29枚目 1–6            |
| 2024年 （令和6年） | 東三段目筆頭 6–1        | 西幕下28枚目 4–3        | 東幕下22枚目 2–3–2      | 西幕下40枚目 6–1            | 東幕下18枚目 3–4        | 西幕下28枚目 4–3            |
| 2025年 （令和7年） | 東幕下21枚目 2–5        | 西幕下35枚目 4–3        | 西幕下27枚目 4–3        | 東幕下20枚目 3–4            | x                       | x                           |
| 各欄の数字は、「勝ち-負け-休場」を示す。 優勝 引退 休場 十両 幕下 三賞：敢=敢闘賞、殊=殊勲賞、技=技能賞 その他：★=金星 番付階級：幕内 - 十両 - 幕下 - 三段目 - 序二段 - 序ノ口 幕内序列：横綱 - 大関 - 関脇 - 小結 - 前頭（「#数字」は各位内の序列） |                         |                         |                         |                             |                         |                             |

## 改名歴
- 丹治 純（たんじ じゅん）2022年3月場所 -